# Ibba

Las campañas francas en Aquitania (507–509).

Ibba, también referido como Ibbas, Hibba o Hibbas, fue un militar ostrogodo que sirvió a su pueblo durante el reinado en Italia de Teodorico el Grande (493–526).

## Biografía
Ibba, descrito en las fuentes tanto de comes como dux, fue enviado por Teodorico en auxilio de los visigodos, que habían sido derrotados por los francos en la batalla de Vouillé y privados de su rey Alarico, muerto en combate contra Clodoveo (507).
En el año 508, penetró en la Provenza a la cabeza de un ejército y se distinguió contra las tropas de Clodoveo, quien buscaba extender su dominio hacia el litoral mediterráneo con la colaboración de los burgundios del rey Gundebaldo. A costa de intensas refriegas, Ibba levantó el asedio al que francos y burgundios habían sometido a Arlés, y se apoderó de Nimes y Narbona en 509, al tiempo que los refuerzos ostrogodos dirigidos por el duque Mammo asolaban Orange y Valence y hacían retroceder a los burgundios hacia el norte. Finalmente, en 510, Ibba libera Carcasona. Según el historiador coetáneo Jordanes, probablemente poco objetivo debido a sus orígenes góticos, las campañas de Ibba significaron la muerte de 30 000 guerreros francos.
Habiendo salvado de esta manera al reino visigodo de desaparecer como Estado, Ibba se volvió contra un hijo ilegítimo del rey Alarico, Gesaleico, al que los restos del ejército visigodo habían aclamado como su monarca. Derrocado por los ostrogodos, Gesaleico tuvo que buscar refugio en la corte del rey vándalo Trasamundo en Cartago, antes de organizar una invasión de Hispania desde la Galia para reclamar su trono. Entrando por la Tarraconense, Gesaleico fue derrotado por las huestes de Ibba en la batalla de Barcelona, tras lo cual huyó al norte a través de la Narbonense en busca del respaldo de los burgundios, pero fue capturado y asesinado al cruzar el río Durance, probablemente por soldados ostrogodos (512). Ibba había sido el artífice de la coronación en 511 del joven príncipe Amalarico, de unos cinco años, como rey visigodo bajo tutela ostrogoda, logrando que hasta 526, ostrogodos y visigodos volvieran a estar unidos bajo el mando efectivo de un único gobernante: Teodorico.
De acuerdo al filólogo británico Henry Bradley, Ibba era católico, y no arriano como la mayoría de los godos de aquella época.